# Prostitutie in Arnhem
Het Arnhemse Spijkerkwartier had van 1965 tot 2006 een aantal straten met raamprostitutie. Maar vanaf 1988 probeerden bewonersgroepen de raamprostitutie uit de wijk Spijkerkwartier in Arnhem weg te krijgen. Vanaf 1994 steunde het gemeentebestuur dit idee. Na zigzagbeleid van de gemeente en gerechtelijke procedures slaagde de gemeente er januari 2006 toch in alle raamprostitutie in het Spijkerkwartier te beëindigen.
Wegens overlast van tippelprostitutie in en rond Spijkerkwartier opende de gemeente al in 1996 een tippelzone onder de naam “zorgzone”.

## Raamprostitutie
Over het exacte ontstaan van de raamprostitutie in de wijk Spijkerkwartier ontbreken vooralsnog gegevens. Een recent rapport Inventarisatie raamprostitutiemarkt gemeente Groningen (2009) zegt, verwijzend naar Algemeen Dagblad 10-11-‘08: “ooit telde Spijkerkwartier bijna 240 ramen en was daarmee na de Wallen de grootste rosse buurt van Nederland”.
In het ‘Bestemmingsplan binnenstad-Arnhem’ dat de gemeenteraad in 1978 vaststelde, staat het voornemen vermeld om te komen tot een prostitutieverbod in Arnhem met uitzondering van het oostelijk Spijkerkwartier, vanwege de wens, “in verband met bescherming en versterking van de woonfunctie” prostitutie uit het westelijk Spijkerkwartier te verplaatsen.

### Verzet
Vanaf ongeveer 1988 overlegt Werkgroep Spijkerkwartier met de gemeente om de raamprostitutie uit de wijk te verplaatsen.

### Vermenging met tippelprostitutie
Rond 1990 blijkt Arnhem ook te maken te hebben met heroïne-tippelprostitutie.
Begin jaren 90 is de situatie als volgt: in de wijk Spijkerkwartier staan lange rijen auto’s van prostitutieklanten en -kijkers; langs de toevoerwegen in Spijkerkwartier naar het eigenlijke raamprostitutiegebied concentreren zich (verslaafde) tippelprostituees, die drugsdealers aantrekken, die weer verslaafden aantrekken. Dit alles veroorzaakt overlast.
Na ongelukkig optreden van de politie wordt de overlast erger en is in 1994 de situatie, volgens actiegroep NAD (Nationaal Actiecomité Drugsoverlast), als volgt: dag en nacht openlijk op straat doen van behoeftes, afwerken van klanten, gebruiken van drugs, intimidatie door dealers en pooiers.

### Zigzagkoers gemeentebestuur
In februari 1994 concludeert een gemeentelijke werkgroep dat Spijkerkwartier weer bewoonbaar zal worden als de prostitutie er zal verdwijnen.
In april ‘95 besluit de gemeenteraad, op termijn de raamprostitutie te verwijderen uit Spijkerkwartier en een plaats te geven op industrieterrein Kleefse Waard.
Ondernemers op Kleefse Waard, verenigd in OKA (Ondernemers Kring Arnhem), verzetten zich hiertegen, zij willen wel een tippelzone accepteren maar geen raamprostitutie.
Daarom stelt het gemeentebestuur in januari ´96 voor, het besluit van april ´95 in te trekken, de doelstelling ten aanzien van raamprostitutie te veranderen in “isoleren en terugdringen”, en een tippelzone in te stellen op Kleefse Waard. Na protest van alle fracties voegt het daaraan toe, alsnog een andere plek voor de raamprostitutie te zullen zoeken als na instelling van de tippelzone de overlast in Spijkerkwartier aanhoudt.
In april 1997 telt Arnhem nog maar zo’n 240 ‘ramen’. Het college van B en W stelt dan voor, de raamprostitutie te verplaatsen naar het voormalig Billitonterrein aan de Westervoortsedijk. De gemeenteraad neemt dat plan aan. Het plan wordt nooit uitgevoerd.

### Verbod raamprostitutie
Een onderzoek in 1997/98 van ITS (Instituut voor Toegepaste Sociale wetenschappen) onder bewoners van Spijkerkwartier naar opvattingen over overlast en prostitutie wijst uit, dat ondanks verkeersoverlast en drugsoverlast slechts 11% van de bewoners actie wil tegen de raamprostituees, en slechts 8% actie wil tegen de tippelprostituees, en dat veel meer bewoners andere maatregelen bepleiten, zoals wegtechnische ingrepen en meer politieoptreden. De gemeente Arnhem, en vooral de Werkgroep Spijkerkwartier, hechten weinig tot geen geloof aan dit onderzoek.
Vanaf december 1997 neemt de gemeente verkeersmaatregelen, en koopt enkele panden op van seksbazen.
In 2002 is er een nieuw buurtonderzoek gedaan, dat volgens gemeentebestuur en -raad aantoont dat ‘de rosse buurt’ te veel overlast veroorzaakt, en dat alleen beëindiging van de raamprostitutie de overlast kan verminderen. Seksexploitanten en enkele wetenschappers betwisten de deugdelijkheid van dat rapport.
Mede op grond van dat rapport besluit burgemeester Krikke in november 2002 de raamprostitutie in Spijkerkwartier te beëindigen.

### Gerechtelijke procedures
Na bezwaar van de seksexploitanten stelt in januari ‘04 de bestuursrechter de gemeente in het gelijk met haar besluit van november ‘02. Dat er geen alternatieve locatie is voor de raamprostitutie vindt de rechter onvoldoende tegenargument.
In januari 2004 telt de wijk nog ongeveer 150 ramen; in september ‘04 nog ruim honderd.
Na hoger beroep van de exploitanten stelt in september ‘04 ook de Raad van State dat de prostitutie in de wijk overlast veroorzaakt, en dat hier de belangen van de bewoners zwaarder mogen wegen dan die van de exploitanten.
In november 2005 bepaalt de Raad van State in een bodemprocedure dat de gemeente voldoende rekening heeft gehouden met de economische belangen van de seksexploitanten en geeft zo nogmaals de gemeente gelijk in haar beslissingen.
In december ‘05 bepalen de kortgedingrechter en de bestuursrechter dat niets de gemeente Arnhem nog belet om per 4 januari 2006 de raamprostitutie in Spijkerkwartier daadwerkelijk te beëindigen.

## Tippelprostitutie

### Heroïne-tippelprostitutie
Rond 1990 blijkt Arnhem te maken te hebben met ‘heroïne-tippelprostitutie’, en de gemeenteraad besluit in 1991 tot een tippelzone daarvoor, eerst aan het Prinsenhof, later eventueel te verplaatsen. Of deze zone er ooit gekomen is, is onbekend.

### Overlast
Begin jaren ‘90 vindt in een deel van de wijk Spijkerkwartier raamprostitutie plaats. Langs de toevoerwegen naar dat prostitutiegebied concentreren zich (verslaafde) tippelprostituees, drugsdealers, en andere drugsverslaafden. Dit veroorzaakt vermoedelijk overlast, waarna, volgens beschrijving van NAD (Nationaal Actiecomité Drugsoverlast), portieken worden voorzien van hekwerken, ‘een grimmige situatie ontstaat op straat’, en de overlast verergert.
In 1994 is volgens NAD dit de situatie: bewoners ervaren dag en nacht overlast van openlijk op straat doen van behoeftes, afwerken van klanten, gebruiken van drugs, intimidatie door dealers en pooiers. Andere bronnen bevestigen dat Spijkerkwartier rond 1993-96 overlast ervaart in relatie tot tippelprostitutie en drugshandel, naast verkeersoverlast door raamprostitutie.

### Actie leidt tot tippelzone
In november 1995 wordt ‘het Actiecomité’ opgericht dat onder andere een tippelzone eist in Arnhem buiten de woonwijken. De christelijke partijen gaan aanvankelijk niet akkoord met een “tippelzone”. De ChristenUnie bijvoorbeeld, keurt prostitutie in elke vorm af. Nadat iemand de term “zorgzone” introduceert voor een tippelzone waar tevens hulpverlening is geconcentreerd, ontstaat er in januari 1996 voldoende politieke steun in de gemeenteraad, en kiest zij als locatie de (Oude)Veerweg op industrieterrein Kleefse Waard, 3 kilometer zuidoostelijk van het stadscentrum.
Doel van deze ‘zorgzone’, die in maart of juni 1996 in gebruik wordt genomen, is volgens de Volkskrant: terugdringen van de overlast van tippelprostitutie in Spijkerkwartier.

### Beleid rond de zone
In 1998 worden afwerkplekken op de zorgzone aangelegd. NAD vindt dan, dat het geheel goed functioneert. Ook PvdA stelt in 2007 dat sinds de zorgzone ‘de overlast in de wijken duidelijk is afgenomen’. Volgens NAD treedt de politie sinds het bestaan van de zorgzone direct op tegen overlastveroorzakers in Spijkerkwartier, volgens de PvdA worden sinds het bestaan van de zone tippelaarsters buiten de zone beboet.
Rond 2000 heeft de gemeente het voornemen de zone te verplaatsen naar ‘een straat in de buurt van de villawijk’, maar na verzet daartegen ziet ze daar vanaf.
Rond 2003 overweegt de gemeente een pasjessysteem, inhoudende dat alleen verslaafde prostituees uit Arnhem een pasje en daarmee toegang tot de zone zouden krijgen. Een pasjessysteem is er daarna inderdaad gekomen. Na invoering ervan neemt volgens een bron het aantal verslaafde vrouwen dat op de zorgzone tippelt met een derde af, terwijl een andere bron constateert dat “het aantal verslaafde vrouwen dat tippelt fors is afgenomen”.

### Voorstel sluiting zone
Rond april 2006 stelt de raadsfractie van Pro Arnhem (2 zetels in de Raad) voor, de tippelzone te sluiten, maar dit voorstel haalt het niet. November 2006 stelt Pro Arnhem dit in een gewijzigde motie nogmaals voor; de ChristenUnie ziet dan wel wat in het voorstel.
Vanaf januari 2007 zijn tippelprostitutieklanten in Arnhem strafbaar als ze buiten de zone of buiten de openingstijden betaalde seksuele diensten afnemen. Een raadsvergadering in juni 2007 besluit de tippelzone open te houden, omdat de verslaafde prostituees niet verplicht kunnen worden af te kicken. Vanaf 2012 is een plan tot afbouw rond de Oude Veerweg van start gegaan.